# Adžamovci
Adžamovci je vesnice v Chorvatsku v Brodsko-posávské župě, spadající pod opčinu Rešetari.

## Farní kostel
V Adžamovci se nachází kaple Nanebevzetí Panny Marie, která náleží farnosti Umučení sv. Jana Křtitele ze Zapolje a je součástí novogradického děkanství diecéze Požega.

## Sport
- NK Polet Adžamovci (již neaktivní)

## Asociace
- DVD Adjamovci
- Myslivecké sdružení Adžamovci

## Geografie
Adžamovci leží východně od Nové Gradišky, 3 km od Rešetari, sousední osady jsou Gunjavci na severu, Brđani a Godinjak na východě a Zapolje na jihu.

## Obyvatelstvo
Podle údajů ze sčítání lidu z roku 2011 žilo ve vesnici 612 obyvatel.